# SHOT Show
SHOT Show (англ. The Shooting, Hunting, Outdoor Trade Show) — щорічна міжнародна виставка-ярмарок, присвячена темі мисливства, стрілецького спорту і вогнепальній зброї загалом. Поруч із IWA & OutdoorClassics є найбільшою виставкою зброї в світі. Виставка проходить кожного року в (зазвичай в січні) в одному з міст США (з 2010 року виставка постійно проходить в Лас-Вегасі, штат Невада). Триває фестиваль 4 дні, протягом яких представники збройових компаній з усього світу демонструють свої останні розробки та досягнення.
Учасниками виставки є збройові компанії з 100 країн світу, серед них Україна (найвідомішим представником є Укроборонпром) та інші пострадянські країни. Окрім власне виставки на фестивалі проводяться різноманітні навчальні семінари, тренінги, лекції тощо. Основними категоріями товарів та послуг, які представляють на фестивалі є вогнепальна та холодна зброя, боєприпаси, аксесуари до зброї, екіпірування (одяг, взуття), туристичні та мисливські товари.

## Відомі учасники

Офіційний логотип концерну «Калашніков»

Серед відомих учасників є компанії з світовим іменем з США, Німеччини, Австрії, Швейцарії, Бельгії, Росії, України:
- SIG Sauer
- Winchester Arms
- Remington Arms
- Colt Arms
- Smith & Wesson
- FN Herstal
- Калашніков
- Укроборонпром
- Israel Military Industries

## Місце проведення
| Рік  | Місто                          | Відвідувачі |
| ---- | ------------------------------ | ----------- |
| 1979 | Сент-Луїс, Муссурі             | 5,600       |
| 1980 | Сан-Франциско, Каліфорнія      | 8,500       |
| 1981 | Новий Орлеан, Луїзіана         | 17,800      |
| 1982 | Атланта, Джорджія              | 17,850      |
| 1983 | Даллас, Техас                  | 20,000      |
| 1984 | Даллас, Техас                  | 22,000      |
| 1985 | Атланта, Джорджія              | 19,200      |
| 1986 | Х'юстон, Техас                 | 20,950      |
| 1987 | Новий Орлеан, Луїзіана         | 19,500      |
| 1988 | Лас-Вегас, Невада              | 19,800      |
| 1989 | Даллас, Техас                  | 23,500      |
| 1990 | Лас-Вегас, Невада              | 23,523      |
| 1991 | Даллас, Техас                  | 25,525      |
| 1992 | Новий Орлеан, Луїзіана         | 23,262      |
| 1993 | Х'юстон, Техас                 | 25,030      |
| 1994 | Даллас, Техас                  | 27,800      |
| 1995 | Лас-Вегас, Невада              | 29,600      |
| 1996 | Даллас, Техас                  | 28,500      |
| 1997 | Лас-Вегас, Невада              | 35,102      |
| 1998 | Лас-Вегас, Невада              | 32,759      |
| 1999 | Атланта, Джорджія              | 25,814      |
| 2000 | Лас-Вегас, Невада              | 29,607      |
| 2001 | Новий Орлеан, Луїзіана         | 25,496      |
| 2002 | Лас-Вегас, Невада              | 31,342      |
| 2003 | Орландо, Флорида               | 27,494      |
| 2004 | Лас-Вегас, Невада              | 33,264      |
| 2005 | Лас-Вегас, Невада              | 37,730      |
| 2006 | Лас-Вегас, Невада              | 40,892      |
| 2007 | Орландо, Флорида               | 42,216      |
| 2008 | Лас-Вегас, Невада              | 58,769      |
| 2009 | Орландо, Флорида               | 48,907      |
| 2010 | Лас-Вегас, Невада (Sands Expo) | 58,444      |
| 2011 | Лас-Вегас, Невада (Sands Expo) | 57,390      |
| 2012 | Лас-Вегас, Невада (Sands Expo) | 61,017      |
| 2013 | Лас-Вегас, Невада (Sands Expo) | 62,371      |
| 2014 | Лас-Вегас, Невада (Sands Expo) | 67,000+     |
| 2015 | Лас-Вегас, Невада (Sands Expo) | ~64,000     |